# 1. FC Mönchengladbach
1. FC Mönchengladbach 1894 is een Duitse voetbalclub uit Mönchengladbach en de oudste club van de West-Duitse voetbalbond.

## Geschiedenis
De club werd in 1894 door sportleraar H.C. Heesch opgericht als München-Gladbacher FC 94 (toenmalige schrijfwijze van de stad). In het stadion van de club daagden soms 20 000 toeschouwers op en het werd ook gebruikt voor interlands. In 1909 werd de club kampioen van West-Duitsland en nam zo deel aan de eindronde om het Duitse kampioenschap 1908/09. In de eerste wedstrijd verloor de club met zware 0-5 cijfers van latere kampioen Phönix Karlsruhe.
Na de Eerste Wereldoorlog werd de naam veranderd in Sport-Club 1894 e.V. Mönchengladbach. In 1933 moest de club gedwongen fuseren met stadsrivaal Borussia VfL 1900 e.V, maar deze fusie werd nog datzelfde jaar ongedaan gemaakt. De hockeyafdeling van de club scheidde zich wel af van de fusie en sloot zich bij GHTC aan. In 1950 fuseerde de club met FC Eintracht 01 München Gladbach en nam zo de naam 1. FC München Gladbach aan. Datzelfde jaar werd de naam van de stad nog gewijzigd in Mönchen Gladbach. In 1957 werd de Ernst-Reuter-Kampfbahn gebouwd wat nog steeds de thuishaven van de club is. In 1960 werd de huidige naam aangenomen toen de stadsnaam opnieuw veranderde.
Een van de bekendste spelers is Günter Netzer die in 1963 naar buur Borussia verhuisde en van daaruit een profcarrière uitbouwde.
Tegenwoordig is de club ook actief in atletiek en volleybal. Het eerste elftal speelt in de Landesliga, waar de club met een korte onderbreking in 2007 al zo'n 30 jaar actief was. In 2015 promoveerde de club naar de Oberliga, maar kon daar het behoud niet verzekeren.

## Erelijst
Kampioen Noordrijn
1903, 1905, 1908, 1909
Kampioen West-Duitsland
1909